# Ultimate
Ultimate er en ikke-kontakt holdsport, som spilles med en 175 grams flyvende plastikskive. Formålet med spillet er at score point ved at kaste skiven til en medspiller, der befinder sig i den modsatte 'end zone'. Ideen om sådanne 'end zones' kendes også fra bl.a. amerikansk fodbold og rugby. Spillerne må ikke løbe med skiven, men har i stedet mulighed – som man kender det fra basketball – for at rotere omkring en fast omdrejningsfod. Den spiller der har skiven (kaldet handleren) har 10 (udendørs)/8 (indendørs) sekunder til at kaste den videre til en medspiller.
I marts 2016 blev alle danske klubber bedt om at indsende deres medlemstal til Dansk Frisbee Sport Union, på et år er antallet af klubber vokset fra 15 til 20,  mens antallet af spillere er vokset fra 516 til 580.

## FraUltimateFrisbeetil bareUltimate
Oprindeligt var sportsgrenen kendt som Ultimate Frisbee, opkaldt efter den originale plastiktallerken, Frisbee, som er et væremærke fra firmaet Wham-O. I dag bliver spillet dog officielt spillet med skiver fra det konkurrerende firma Discraft, og derfor er sporten nu simpelthen kendt som Ultimate.

## Banen og holdene
Udendørs: Banen er 100 meter lang og 37 meter bred. 'End zonen' er 18 meter lang. Der spilles med syv spillere fra hvert hold på banen.
Indendørs: Banen er på størrelse med en almindelig håndboldbane (40 meter x 20 meter). 'End zonen' er seks meter lang. Der spilles med fem spillere fra hvert hold på banen.
Udskiftning af spillere kan ske ved scoringer samt ved skader.

## Angreb
Når et hold har skiven eller discen, gælder det om at kaste den fra spiller til spiller, indtil man til sidst har mulighed for at kaste til en medspiller, der befinder sig i 'end zonen'. Griber denne spiller skiven, mens han befinder sig i zonen, har det pågældende hold vundet et point.
Man må ikke bevæge sig med skiven. Man skal hele tiden have venstre fod (for højrehåndede) stående på jorden, mens resten af kroppen kan bevæges, som man vil.
Der afleveres så til en anden spiller, der har løbet sig frem til en fri position. Dette forløb fortsættes ind til, at man har afleveret til en medspiller i 'end zonen', hvormed der scores et point. 

## Forsvar
Det forsvarende hold har til formål at forhindre det angribende hold i at kaste skiven fra én medspiller til en anden. Dette kan de gøre ved at nå at tælle ti sekunder, inden handleren får kastet den videre til en medspiller (hvilket medfører, at angrebsspillerne lægger discen på jorden/gulvet, og det andet hold kommer i angreb), ved at blokere skiven i luften, ved at slå den i jorden, mens den befinder sig i luften eller ved at gribe den inden en angribende spiller har mulighed for det. Derudover mister det angribende hold også skiven, hvis det fumler i enten kastet eller i gribningen, hvorved skiven ikke gribes af en medspiller og ender på jorden.
Modsat de fleste sportsgrene er kropskontakt forbudt og angrebet kan kalde en fejl, hvis man bliver skubbet eller lign.

## Spirit of the game
En vigtig faktor i Ultimate er spirit of the game som omfatter 'fair play', sportslig optræden og den glæde, man udviser ved at spille spillet. Der er derfor aldrig en dommer i Ultimate – heller ikke i kampe på højt niveau. Det er derimod op til spillerne selv at dømme de brud på reglerne (fejl), der måtte forekomme i løbet af kampen. Det er bl.a. også den spiller, der dækker handleren, der skal tælle til de 10 sekunder, handleren har til at få afleveret skiven.

## Klubber i Danmark
- Copenhagen Ultimate Spinners
- Copenhagen Hucks
- Københavns Frisbee Klub Arkiveret 12. marts 2017 hos  Wayback Machine
- AUC Mojn (Aabenraa Ultimate Club) Arkiveret 24. september 2010 hos  Wayback Machine
- Odense Discflyers
- Ragnarok (Farum)
- Tørring DiscControl Arkiveret 4. maj 2008 hos  Wayback Machine
- Aalborg Dinosaurs Arkiveret 2. juni 2007 hos  Wayback Machine
- Århus Ultimate
- Hillerød Ultimate Klub Arkiveret 12. juli 2013 hos  Wayback Machine
- Frederikssund Ultimate Klub
- Skovklosteret Arkiveret 16. marts 2017 hos  Wayback Machine
- Flying Vikings Esbjerg
- Ultimate Dragons Arkiveret 11. maj 2017 hos  Wayback Machine
- DTU Ultimate Arkiveret 14. februar 2016 hos  Wayback Machine
- Silkeborg Arkiveret 7. november 2016 hos  Wayback Machine
- Ultimate Vipers
- Odder Ultimate Arkiveret 16. marts 2017 hos  Wayback Machine
- Kolding
- Hareskov Frisbee Klub

## Unionen i Danmark
Alle danske ultimateklubber er organiseret i Dansk Frisbee Sport Union (DFSU), der blev stiftet i 1981. Unionens nuværende navn er fra 1986. Der er cirka 400-450 aktive ultimatespillere i Danmark fordelt på 15 klubber. Mange gymnasieelever introduceres til sporten, og hvert år afholdes der et Gymnasie-DM Arkiveret 19. marts 2017 hos  Wayback Machine - i 2015 vandt Aabenraa Statsskole over Tørring i open-rækken (herre).
DFSU er ledet af en frivillig bestyrelse, men der er også enkelte lønnede medarbejdere. I slutningen af 2015 blev et egentligt  sekretariat Arkiveret 17. marts 2017 hos  Wayback Machine - bestående af tre deltidsmedarbejdere - stiftet. En betydelig del af DFSUs økonomi stammer fra Roskilde Festival, hvor DFSU siden 2010 har deltaget som forening. I 2015 organiserede DFSU omkring 275 frivillige, der løste forskellige serviceopgaver på festivalen, hvilket udløste et honorar til DFSU, der bliver brugt til at aflønne medarbejdere året rundt. I 2016 forventes det, at DFSU kommer til at sende 290 frivillige afsted til Roskilde Festival. De frivillige rekrutteres blandt andet via en specifik  hjemmeside - http://dfsuroskildefrivillig.dk/velkommen - Arkiveret 4. april 2016 hos  Wayback Machine og via DFSUs kanaler på sociale medier.